# Петроградский богословский институт
Петрогра́дский правосла́вный богосло́вский институ́т — негосударственное высшее богословское учебное заведение, созданное в 1920 году преподавателями закрытой Петроградской духовной академии и профессорами светских вузов для обучения духовенства и мирян. Просуществовало недолго и было закрыто большевиками в 1923 году.

## История
На основании инструкции Наркомюста от 24 августа 1918 года по проведению в жизнь декрета об отделении Церкви от государства и школы от церкви, все духовные учебные заведения вынуждены были прекратить своё существование, была закрыта и Петроградская духовная академия. Государственная Комиссия по просвещению, вынеся решение о закрытии духовно-учебных заведений, вместе с тем признала возможным устройство церковной властью особых богословских курсов для подготовки священнослужителей, обусловив это изъятием общеобразовательных предметов из учебных программ этих курсов и недопущением в них лиц моложе 18 лет.

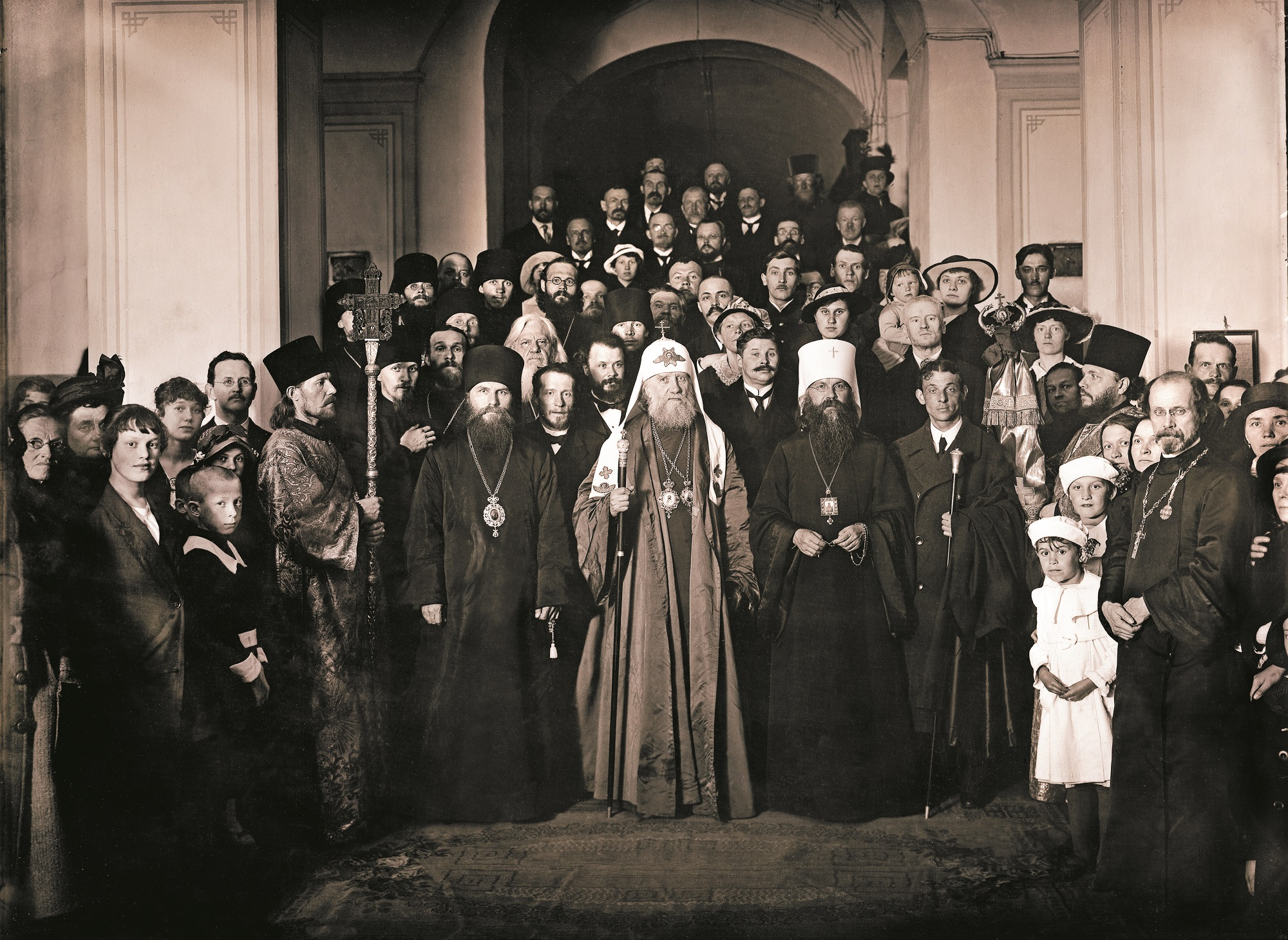
Патриарх Тихон во время посещения патриархом Санкт-Петербургской академии. 16 июня 1918 года

Патриарх Московский и всея России Тихон (Беллавин) и Священный Синод Указами от 19 сентября 1918 года за № 23 и от 25 октября 1918 года за № 29 предложили епархиальным архиереям открывать в своих епархиях пастырские училища, которые могли временно решить проблему подготовки кадров и сохранения традиций русского богословия. Одно из первых таких училищ было открыто 1 октября 1918 года в Петрограде, на базе неполной средней школы. Помещалось оно в северо-западной башне Александро-Невской Лавры.
Более года продолжалась подготовка к возрождению высшей богословской школы. 9 апреля 1919 года бывший преподаватель Петроградской духовной семинарии Иван Щербов представил митрополиту Вениамину (Казанскому) докладную записку о необходимости открытия Богословского института. В ней предусматривалось, что в институт «должен быть открыт свободный доступ всем желающим послужить Церкви — не только юношам, но и взрослым, не только мужчинам, но и женщинам», а «учебное дело должно отличаться гибкостью, /…/ идти в полном соответствии с духовными запросами жизни, не отставая, а предугадывая их, и в учащихся развивать дух инициативы…». По благословению митрополита И. П. Щербов разработал Положение о Богословском институте, а также о богословских курсах и кружках, как низшей ступени богословского образования. «Положение» об институте было утверждено Патриархом Тихоном 17 декабря 1919 года.
В корпорацию института входили как представители бывших духовных академий (Фёдор Андреев, Александр Бриллиантов, Николай Глубоковский, Иван Карабинов и др.), так и Петроградского университета (Николай Лосский, Борис Тураев, Дмитрий Абрамович, Лев Карсавин, Софья Меликова-Толстая и др.). Ректором стал протоиерей Николай Чуков. Епископ Кассиан (Безобразов), преподававший там ещё будучи мирянином, вспоминал: «Петроградский Богословский Институт не был простым воспроизведением старой Духовной Академии. Богословский Институт имел благословение Патриарха Тихона. Он пользовался отеческим попечением приснопамятного священномученика Петроградского Митрополита Вениамина. Но построение его началось снизу. Оно вышло из недр приходских организаций. В числе слушателей было много женщин, выделявшихся особенным рвением и успехами. Большинство профессоров принадлежало к профессорам Академии, но много было и новых. Были среди профессоров видные представители приходского священства. Были работники университетские».
16 апреля 1920 года прошло торжество открытия Богословского института. Его аудитории и библиотека располагались в здании петроградского подворья Троице-Сергиевой лавры (Фонтанка, 44).
Институт содержался на средства приходов, неоднократно ему материально помогал и митрополит Вениамин. По этому поводу было немало согласований с приходскими советами петроградских храмов. За время существования института было подано около 300 прошений о приёме, реально на каждом курсе занималось несколько десятков человек.
С целью объединения верующей интеллигенции вокруг Церкви Петроградский Богословский Институт вёл широкую просветительскую работу: устраивались общедоступные богословские лекции, религиозные собрания, преподаватели и студенты читали лекции в храмах, занимались с детьми и т. п.
В 1922 году богословский институт понёс значительные потери: некоторые преподаватели (протоиерей Николай Чуков, Владимир Шкловский) были арестованы, другие (Лев Карсавин, Николай Лосский, Сергей Безобразов) высланы и уехали за границу, третьи (прот. Александр Боярский, Сергей Зарин) ушли в обновленчество.
После ареста протоиерея Николая Чукова, исполняющим обязанности ректора некоторое время был Лев Карсавин, а после эмиграции последнего ректором стал Иван Щербов.
Власть, стремившаяся закрыть институт, обложила его непосильным бременем финансовых тягот. По мнению епископа Кассиана (Безобразова), неизбежность его закрытия стала ясна уже к концу лета 1922 года.
Тем не менее, весной 1923 года институт сумел сделать единственный выпуск (26 чел., среди них В. К. Лозина-Лозинский, Варлаам (Сацердотский), будущий доктор медицины А. М. Скородумов), после чего в мае, под нажимом властей, прекратил свою деятельность. 24 мая 1923 года в ещё не опечатанных помещениях института по случаю Кирилло-Мефодиевского праздника и выпускного акта собралось несколько профессоров и около 20 выпускников. Как написал в своём дневнике протоиерей Николай Чуков: «Отец Макарий (иеромонах, студент) отслужил молебен, студенты пели. Затем сели за чайный стол, и И. П. Щербов обратился с речью, в которой сообщил, что настоящее собрание является актом окончательного закрытия института — несколько времени назад было последнее собрание Совета, после которого профессора отслужили молебен, а теперь собрались студенты, чтобы получить дипломы, чем и заканчивается деятельность Богословского института».
На базе существовавших в Петрограде Богословских курсов упрощённого типа в сентябре 1925 года были открыты Высшие богословские курсы, во главе которых встал протоиерей Николай Чуков. Но вскоре и они были закрыты.